# 朱由枺
朱由枺 ，字先民，江西建昌府南城縣人，明朝政治人物、賜特用宗科進士出身，益藩宗人。
崇禎十五年登進士，歷官什邡知縣、湖廣道御史、陞廣西巡按御史，桂林陷，入山。